# Caiana
Caiana is een gemeente in de Braziliaanse deelstaat Minas Gerais. De gemeente telt 4.733 inwoners (schatting 2009).

## Aangrenzende gemeenten
De gemeente grenst aan Carangola, Espera Feliz, Faria Lemos, Dores do Rio Preto (ES) en Porciúncula (RJ).